# Nati nel 1774
| Questa pagina contiene informazioni ricavate automaticamente dalle voci biografiche con l'ausilio del template Bio e di un bot. L'aggiornamento è periodico e automatico e ricostruisce completamente la pagina. Se manca una persona in questa lista, sei pregato di non aggiungerla, ma accertati piuttosto che la sua voce biografica contenga il template Bio e che i dati anagrafici siano correttamente compilati. Se il template Bio manca, inseriscilo tu stesso o, in alternativa, metti l'avviso {{tmp\|Bio}} che ne segnala la mancanza. Se i dati riportati sono sbagliati, correggi direttamente la voce biografica; le modifiche saranno visibili in questa lista entro pochi giorni. Per chiarimenti vedi il progetto biografie. La lista contiene solo le 201 persone che sono citate nell'enciclopedia e per le quali è stato implementato correttamente il template Bio. Pagina aggiornata al 10 ago 2025. |

## Gennaio(16)
- 1º gennaio - André Marie Constant Duméril, zoologo francese († 1860)
- 1º gennaio - Pietro Giordani, scrittore italiano († 1848)
- 3 gennaio - Juan Aldama, rivoluzionario messicano († 1811)
- 4 gennaio - Taddeo Garzilli, vescovo cattolico italiano († 1848)
- 4 gennaio - Ludwig Senfft von Pilsach, diplomatico e politico tedesco († 1853)
- 11 gennaio - Antoine Drouot, generale francese († 1847)
- 12 gennaio - Giovanni Maria Cavasanti, militare italiano († 1838)
- 12 gennaio - August Ernst von Steigentesch, diplomatico, militare e nobile austriaco († 1826)
- 17 gennaio - Marie-Thérèse Figueur, militare francese († 1861)
- 17 gennaio - Georg Wilhelm Franz Wenderoth, botanico e farmacista tedesco († 1861)
- 18 gennaio - Anna Bunina, poetessa russa († 1829)
- 18 gennaio - James Millingen, numismatico e etruscologo britannico († 1845)
- 22 gennaio - Francesco Fuoco, filologo, economista e presbitero italiano († 1841)
- 22 gennaio - Claudine Thévenet, religiosa francese († 1837)
- 30 gennaio - Samuel Butler, vescovo anglicano, filologo classico e pedagogista inglese († 1839)
- 31 gennaio - Maria Drago, italiana († 1852)

## Febbraio(19)
- 1º febbraio - Ferdinánd Pálffy, ingegnere e impresario teatrale ungherese († 1840)
- 2 febbraio - Francesco Pignatelli, VII principe di Strongoli, generale e nobile italiano († 1853)
- 3 febbraio - Karl Mollweide, astronomo e matematico tedesco († 1825)
- 3 febbraio - Nicola Caputo, vescovo cattolico italiano († 1862)
- 4 febbraio - Peter Elmsley, filologo classico inglese († 1825)
- 4 febbraio - Jean-François Le Nepvou de Carfort, generale e nobile francese († 1847)
- 4 febbraio - Frederick Traugott Pursh, botanico statunitense († 1820)
- 8 febbraio - Peter Goëss, ufficiale e giurista austriaco († 1846)
- 8 febbraio - Karl Friedrich Heinrich, filologo classico tedesco († 1838)
- 9 febbraio - Juan José Viamonte, politico e militare argentino († 1843)
- 10 febbraio - Giuseppe Giannini, medico e saggista italiano († 1818)
- 11 febbraio - Hans Järta, politico svedese († 1847)
- 15 febbraio - Guglielmo Giorgio Federico d'Orange-Nassau, generale olandese († 1799)
- 16 febbraio - Pierre Rode, violinista e compositore francese († 1830)
- 17 febbraio - Mihail Lewicki, cardinale ucraino († 1858)
- 17 febbraio - Raphaelle Peale, pittore statunitense († 1825)
- 20 febbraio - Gabriel Fabre, generale, politico e nobile francese († 1858)
- 24 febbraio - Adolfo, duca di Cambridge, nobile britannico († 1850)
- 24 febbraio - Archibald Constable, editore scozzese († 1827)

## Marzo(12)
- 1º marzo - Maddalena di Canossa, religiosa e santa italiana († 1835)
- 5 marzo - Christoph Ernst Friedrich Weyse, compositore e organista danese († 1842)
- 9 marzo - Louis Say, imprenditore francese († 1840)
- 10 marzo - Anton Schröfl, basso tedesco († 1846)
- 14 marzo - Domenico Rossetti De Scander, geografo, letterato e avvocato austriaco († 1842)
- 16 marzo - Matthew Flinders, esploratore, navigatore e cartografo britannico († 1814)
- 18 marzo - Ludovico Gazzoli, cardinale italiano († 1858)
- 19 marzo - Mario Tirelli, religioso, rivoluzionario e giudice italiano
- 20 marzo - Aleksandra Petrovna Protasova, nobildonna russa († 1842)
- 24 marzo - Jean-Louis-Auguste Loiseleur Deslongchamps, medico e botanico francese († 1849)
- 29 marzo - Giovanni Battista Zannoni, presbitero, letterato e archeologo italiano († 1832)
- 31 marzo - Luigi Ottavio Serra, ammiraglio italiano († 1849)

## Aprile(21)
- 1º aprile - Gustav von Rauch, generale prussiano († 1841)
- 1º aprile - Therese Rosenbaum, soprano austriaco († 1837)
- 4 aprile - Ignaz Ferdinand Arnold, scrittore tedesco († 1812)
- 6 aprile - José de Córdoba y Rojas, militare spagnolo († 1810)
- 7 aprile - Robert William Elliston, attore teatrale e manager inglese († 1831)
- 7 aprile - Lorenzo Peretti, pittore italiano († 1851)
- 8 aprile - Georg Heinrich von Langsdorff, naturalista, esploratore e scienziato tedesco († 1852)
- 11 aprile - Michele Carrascosa, generale, politico e nobile italiano († 1853)
- 17 aprile - Václav Jan Křtitel Tomášek, compositore, insegnante e pedagogo ceco († 1850)
- 18 aprile - Antonio Basoli, pittore e incisore italiano († 1843)
- 19 aprile - Friedrich Wilhelm Riemer, storico della letteratura e bibliotecario tedesco († 1845)
- 21 aprile - Jean-Pierre Aumer, ballerino e coreografo francese († 1833)
- 21 aprile - Jean-Baptiste Biot, fisico e matematico francese († 1862)
- 23 aprile - Alessandro Agucchi Legnani, politico italiano († 1853)
- 24 aprile - Jean Marc Gaspard Itard, medico, pedagogista e educatore francese († 1838)
- 26 aprile - Christian Leopold von Buch, geologo e paleontologo tedesco († 1853)
- 26 aprile - Giuseppe Lacedelli, pittore italiano († 1832)
- 26 aprile - Anne Jean Marie René Savary, generale e poliziotto francese († 1833)
- 28 aprile - Francis Baily, astronomo britannico († 1844)
- 28 aprile - Manuel Piar, generale venezuelano († 1817)
- 29 aprile - Anna Gottlieb, soprano austriaco († 1856)

## Maggio(12)
- 1º maggio - John Reeves, naturalista inglese († 1856)
- 4 maggio - Marcantonio Cavanis, presbitero e educatore italiano († 1853)
- 6 maggio - Christoph von Lieven, generale, diplomatico e principe russo († 1839)
- 8 maggio - Angelo Crotti di Costigliole, generale italiano († 1861)
- 13 maggio - Pierre-Narcisse Guérin, pittore francese († 1833)
- 14 maggio - Thomas Pakenham, II conte di Longford, nobile irlandese († 1835)
- 15 maggio - Johann Nepomuk von Fuchs, chimico e mineralogista tedesco († 1856)
- 16 maggio - Pasquale Poccianti, architetto italiano († 1858)
- 18 maggio - Gaetano Rossi, librettista italiano († 1855)
- 21 maggio - Claude Antoine Compère, generale francese († 1812)
- 27 maggio - Francis Beaufort, ammiraglio, cartografo e esploratore britannico († 1857)
- 28 maggio - Edward Charles Howard, chimico britannico († 1816)

## Giugno(16)
- 3 giugno - Troiano Marulli, militare e letterato italiano († 1859)
- 8 giugno - Henry Philip Hope, banchiere olandese († 1839)
- 9 giugno - Pierre-Athanase Chauvin, pittore francese († 1832)
- 9 giugno - Joseph von Hammer-Purgstall, diplomatico e orientalista austriaco († 1856)
- 10 giugno - Carl Haller von Hallerstein, architetto, archeologo e storico dell'arte tedesco († 1817)
- 19 giugno - Aloys von Kaunitz-Rietberg, diplomatico e principe austriaco († 1848)
- 21 giugno - James Patton Preston, politico statunitense († 1843)
- 22 giugno - Daniel D. Tompkins, politico statunitense († 1825)
- 23 giugno - François Antoine Lallemand, generale francese († 1839)
- 24 giugno - Giovanni Battista De Rolandis, patriota italiano († 1796)
- 24 giugno - Antonio González de Balcarce, militare e politico argentino († 1819)
- 24 giugno - François-Nicolas-Benoît Haxo, ingegnere, generale e nobile francese († 1838)
- 24 giugno - Giuseppe Pietro Antonio Palma, vescovo cattolico e religioso italiano († 1843)
- 24 giugno - Giovanni Torti, poeta italiano († 1852)
- 27 giugno - Charles Emmanuel Sigismond de Montmorency-Luxembourg, nobile, militare e diplomatico francese († 1861)
- 29 giugno - Amalia d'Assia-Homburg, nobildonna († 1846)

## Luglio(3)
- 20 luglio - Auguste Marmont, generale francese († 1852)
- 21 luglio - Gian Giacomo Trivulzio, VI marchese di Sesto Ulteriano, nobile, collezionista d'arte e politico italiano († 1831)
- 31 luglio - Diodata Saluzzo Roero, letterata, scrittrice e poetessa italiana († 1840)

## Agosto(15)
- 1º agosto - Friedrich Guimpel, botanico, incisore e illustratore tedesco († 1839)
- 4 agosto - Leonardo Brumati, presbitero e naturalista italiano († 1855)
- 10 agosto - Iacopo Casanova, generale italiano († 1835)
- 11 agosto - Jean-Pierre Franque, pittore francese († 1860)
- 11 agosto - Manuel de Sarratea, politico e diplomatico argentino († 1849)
- 11 agosto - Eugène François d'Arnauld, nobile e politico francese († 1854)
- 12 agosto - Jean François Boissonade de Fontarabie, storico francese († 1857)
- 12 agosto - Robert Southey, scrittore britannico († 1843)
- 18 agosto - Gaspard Laurent Bayle, medico francese († 1816)
- 18 agosto - Meriwether Lewis, esploratore statunitense († 1809)
- 22 agosto - Bartholomäus Herder, editore tedesco († 1839)
- 24 agosto - Anthony Boldewijn Gijsbert van Dedem van den Gelder, generale olandese († 1825)
- 24 agosto - Anton Ludwig Ernst Horn, medico e psichiatra tedesco († 1848)
- 28 agosto - Elizabeth Ann Bayley Seton, religiosa statunitense († 1821)
- 30 agosto - Henri Van Assche, pittore belga († 1841)

## Settembre(12)
- 1º settembre - Johann Jakob Bernhardi, medico e botanico tedesco († 1850)
- 2 settembre - Benedetto Giovanelli, politico e storico italiano († 1846)
- 2 settembre - Paolina d'Arenberg, nobile belga († 1810)
- 5 settembre - Caspar David Friedrich, pittore tedesco († 1840)
- 8 settembre - Anna Katharina Emmerick, monaca cristiana, mistica e veggente tedesca († 1824)
- 8 settembre - Josefa Ortiz de Domínguez, rivoluzionaria messicana († 1829)
- 9 settembre - Salomon Mayer von Rothschild, banchiere tedesco († 1855)
- 14 settembre - William Bentinck, politico e generale britannico († 1839)
- 18 settembre - Nicola Berlingeri, vescovo cattolico italiano († 1854)
- 19 settembre - Giuseppe Gasparo Mezzofanti, cardinale, linguista e filologo italiano († 1849)
- 22 settembre - Angelo d'Ambrosio, generale italiano († 1822)
- 26 settembre - Johnny Appleseed, ambientalista statunitense († 1845)

## Ottobre(13)
- 3 ottobre - Franz Binder von Krieglstein, diplomatico e nobile austriaco († 1855)
- 7 ottobre - Ferdinando Orlandi, compositore italiano († 1848)
- 12 ottobre - Luis Eduardo Pérez, politico uruguaiano († 1841)
- 13 ottobre - Wilhelm von Krauseneck, generale prussiano († 1850)
- 19 ottobre - Charles Cornwallis, II marchese Cornwallis, politico britannico († 1823)
- 19 ottobre - Alessandro de Rege di Gifflenga, generale italiano († 1842)
- 20 ottobre - Ludwig von Lebzeltern, diplomatico austriaco († 1854)
- 21 ottobre - Emilio Pucci, nobile e politico italiano († 1824)
- 22 ottobre - Orazio de Attellis, rivoluzionario, patriota e giornalista italiano († 1850)
- 23 ottobre - René de Chazet, drammaturgo, poeta e saggista francese († 1844)
- 27 ottobre - Alexander Baring, I barone Ashburton, politico e diplomatico britannico († 1848)
- 27 ottobre - Giovanni de' Brignoli di Brünnhoff, botanico italiano († 1857)
- 28 ottobre - Konstanty Adam Czartoryski, militare polacco († 1860)

## Novembre(13)
- 2 novembre - Cesare Airoldi, politico e naturalista italiano († 1858)
- 5 novembre - Johann Christian August Clarus, anatomista e chirurgo tedesco († 1854)
- 6 novembre - Joseph Récamier, ginecologo francese († 1852)
- 11 novembre - Giovanni Battista Bernardino Ciravegna, generale italiano († 1831)
- 12 novembre - Joachim Zachris Duncker, militare svedese († 1809)
- 14 novembre - Gaspare Spontini, compositore italiano († 1851)
- 18 novembre - Guglielmina di Prussia, regina († 1837)
- 18 novembre - Vittorio Amedeo Sallier della Torre, generale, politico e nobile italiano († 1858)
- 21 novembre - Elisabetta Canori Mora, italiana († 1825)
- 25 novembre - Stefano Bellesini, presbitero austriaco († 1840)
- 28 novembre - Maria Antonia di Borbone-Parma, principessa italiana († 1841)
- 28 novembre - Federico IV di Sassonia-Gotha-Altenburg, duca († 1825)
- 29 novembre - Johann Gottfried Gruber, critico letterario e enciclopedista tedesco († 1851)

## Dicembre(8)
- 3 dicembre - Giuseppe Federico Palombini, generale italiano († 1850)
- 10 dicembre - Gerolamo Montani, militare e politico italiano († 1849)
- 15 dicembre - Guy Aubert de Trégomain, ufficiale e politico francese († 1860)
- 16 dicembre - Caroline Villiers, nobile britannica († 1835)
- 17 dicembre - Littleton Waller Tazewell, politico statunitense († 1860)
- 26 dicembre - Giuseppe Barbieri, scrittore e poeta italiano († 1852)
- 27 dicembre - Johann Philipp Neumann, fisico, bibliotecario e poeta austriaco († 1849)
- 30 dicembre - Martin Piaggio, poeta italiano († 1843)

## Senza giorno specificato(41)
- Giuseppe Adami di Bergolo, nobile italiano († 1836)
- Giovanni Battista Balestra, incisore italiano († 1842)
- Charles Bell, chirurgo, anatomista e neurologo britannico († 1842)
- Paolo Belli Blanes, attore teatrale italiano († 1823)
- Francesco Antonio Bianchini, avvocato e storiografo italiano († 1854)
- Giovanni Bigatti, incisore e pittore italiano († 1817)
- Giuseppe Bosco di Ruffino, nobile italiano († 1854)
- John Ilderton Burn, avvocato britannico († 1848)
- Viaro Capodistria, politico e patriota greco († 1842)
- William John Coffee, artista e scultore inglese († 1846)
- John Colter, esploratore statunitense († 1812)
- Taylor Combe, numismatico e archeologo britannico († 1826)
- Giovanni Battista De Gubernatis, politico e incisore italiano († 1837)
- Giuseppe Maria Di Ferro, storico e militare italiano († 1836)
- Philogène Auguste Joseph Duponchel, militare e entomologo francese († 1846)
- Pietro Ermini, pittore e incisore italiano († 1850)
- Carl Johan Fahlcrantz, pittore svedese († 1861)
- Joseph-Boniface Franque, pittore e docente francese († 1833)
- Domenico Gallamini, pittore e decoratore italiano († 1846)
- Giorgio Grognet de Vassé, architetto maltese († 1862)
- Ferdinand Hartmann, pittore tedesco († 1842)
- Ioannis Kolettis, patriota e politico greco († 1847)
- Charles Konig, naturalista tedesco († 1851)
- David Laing, architetto inglese († 1856)
- Juan Ángel Michelena, militare spagnolo († 1831)
- Francesco Moscato, brigante italiano († 1810)
- Bernardino Musenga, architetto e urbanista italiano († 1823)
- James O'Donnell, architetto statunitense († 1830)
- Fernando Otorgués, militare e politico uruguaiano († 1831)
- Cécile Renault, francese († 1794)
- Luigi Ricciolio, avvocato italiano († 1836)
- Pierre Sanfourche-Laporte, giurista francese († 1856)
- Sergej Nikolaevič Lanskoj, generale russo († 1814)
- Matthias Siegenbeek, linguista olandese († 1854)
- Raffaele Stern, architetto italiano († 1820)
- Charles Sylvester, chimico e inventore britannico († 1828)
- Pietro Tomba, architetto italiano († 1846)
- Marie-Denise Villers, pittrice francese († 1821)
- Adolf Wagner, biografo tedesco († 1835)
- Francescantonio del Mercato, avvocato e patriota italiano († 1859)
- Hans, Conte von Bülow, politico tedesco († 1825)